# Dielocroce baudii
Dielocroce baudii là một loài côn trùng trong họ Nemopteridae thuộc bộ Neuroptera. Loài này được Griffini miêu tả năm 1895.